# Nosotros (novela)
Nosotros (en ruso: Мы, romanizado: My) es una novela distópica rusa escrita por Yevgueni Zamiatin en 1920 ambientada en una sociedad futura donde la vigilancia y represión por parte del Estado es total. No fue publicada en ruso hasta 1988, debido a problemas de censura. Es una de las primeras obras del subgénero de las distopías e inspiró, entre otras novelas, 1984 de George Orwell, quien, según el propio autor británico, había leído a Zamiatin en su traducción francesa, Nous autres.
Nosotros surge a partir de las vivencias del autor en la Rusia de antes y de después de la Revolución rusa de 1917. Había sido encarcelado primero por el régimen zarista, en 1906, y posteriormente por los bolcheviques en 1922. También recoge las experiencias de su trabajo como ingeniero naval en Newcastle, en los astilleros del río Tyne, durante la Primera Guerra Mundial.
Respondiendo a la reseña que Orwell había escrito en 1946 sobre el libro para la revista Tribune, Gleb Struve, autor de 25 Years of Soviet Russian Literature (obra citada por Orwell) afirma que aunque la novela critica claramente el régimen soviético, puede que también haga referencia al fascismo de Mussolini.

## Antecedentes y contexto
Como la mayoría de los intelectuales rusos de fines del siglo XIX, Zamiatin tuvo una vida agitada y expuesta al peligro. Nacido en 1884, cursó estudios de ingeniería naval y en 1913 se unió a los bolcheviques. Tras su detención, fue enviado a la cárcel y al destierro en Siberia. Tras conseguir escapar, regresó a San Petersburgo, donde de nuevo fue apresado y mandado al exilio. De ese periodo, surgirán dos importantes novelas suyas El provinciano y En el fin del mundo.
En 1917, se produjo la Revolución de Octubre, y Zamiatin estuvo, al igual que casi todos los escritores jóvenes rusos, entre sus sostenedores y defensores. En 1918, publicó una serie de relatos, entre los que destaca La cueva (obra cercana a El jinete del cubo de Kafka), la cual era considerada en la época como «la materialización de una pesadilla, la historia de la degradación y miseria de personas cuyo único objetivo es la obtención de comida y alimentación».
Hacia 1920, cuando escribió Nosotros, Zamiatin era ya un autor reconocido. En ese año, la situación económica y cultural de Rusia tocaba fondo. La guerra civil provocó el cierre de diferentes espacios de difusión, tales como escuelas, editoriales y universidades, entre muchos otros. Lo anterior causó que muchos de los escritores jóvenes se alistaran al Ejército Rojo y los más ancianos emigraron. No fue sino hasta el fin de la guerra civil cuando se volvió a retomar la cultura, donde el régimen apoyó campañas de alfabetización y superación.
Posteriormente, aparecieron innumerables tendencias literarias, siendo tres las principales: el LEF (acaudillado por Mayakovski), cuya consigna era barrer el pasado cultural y hacer del escritor el «escudo y lanza» de la Revolución; el Proletkult, que era similar al LEF, pero con la diferencia de que la nueva cultura solo podían engendrarla obreros y campesinos, quienes debían ponerse al servicio incondicional de la Revolución, y escribir bajo los intereses de esta; y la de los «Hermanos de Serapión» (que tomaron su nombre de un personaje de E. T. A. Hoffmann), quienes desde el inicio apoyaron la Revolución y que pelearon en las filas del Ejército Rojo. Desde el primer momento reivindicaron su derecho a escribir con libertad. Esta tendencia se manifestó por la experimentación formal en la literatura, con rupturas en el lenguaje, sintaxis e incorporación de los nuevos vocablos precedentes del folclore ruso. Zamiatin fue mentor de esta tendencia.

## Sinopsis
En la ciudad de cristal y acero del Estado Único, separada por un muro del mundo salvaje, la vida transcurre sometida a la inflexible autoridad del Bienhechor: los hombres-número trabajan con horarios fijos, siempre a la vista de todos, sin vida privada: el «yo» ha dejado lugar al «nosotros». El narrador de este diario íntimo, D-503, es el constructor de una nave interestelar que deberá llevar al universo «el bienaventurado yugo de la razón». Pero se enamora: el amor equivale a la rebelión, y el instinto sexual al deseo de libertad. Aunque, tras extirparle a D-503 el «ganglio craniano de la fantasía», el Estado sedentario, entrópico, salga victorioso de la conspiración, allende sus muros siguen los hombres nómadas, llenos de energía, que generarán nuevos insurrectos: no existe, ni jamás existirá, la última revolución.

## Análisis
- Odio la niebla, la temo.
- Por eso la amas. La temes porque es más fuerte que tú. La odias, porque la temes. La amas, porque no puedes dominarla. Pues solamente cabe amar lo indomable.
Yevgueni Zamiatin, Nosotros, capítulo 13. 

En Nosotros, Zamiatin parte del modelo de las novelas utópicas. Aquí hallamos una sociedad donde, aparentemente reina la felicidad bajo la férrea tutela de un Estado Único, regido por una sola persona, el Bienhechor, al que todos deben obediencia ciega. Han desaparecido nombres y apellidos, y en su lugar aparecen números, pues estos indican la igualdad, pero también la deshumanización. Los personajes visten igual, se alimentan a base de nafta, viven en departamentos de cristal, y un horario de vida estrictamente regulado y controlado. Las relaciones sexuales están reguladas por el Departamento de Cuestiones Sexuales. Los hijos que nazcan pasan a manos del Estado Único. Sin embargo, en este Estado perfecto aún existen la envidia, ociosidad, e incluso el deseo de libertad por parte de algunos Números, como el protagonista D-503 y de su amor, I-330. El Bienhechor considera que tales manifestaciones son provocadas porque aún impera la fantasía en la mente de los Números, y para ello se realiza una masiva operación quirúrgica en el cerebro para extirpar la fantasía e imaginación. Al aceptar esta operación, renuncia al amor de I-330, quien es ejecutada por la Máquina del Bienhechor.
En la novela, el proyecto Utópico se ha desarrollado, pero su resultado es terrible y cruel. El autor, describe lo que es una inmensa cárcel, donde el ser humano es sustituido por un ente alienado.  Algo que se relaciona fácilmente con los regímenes autoritarios.
Más allá de las cualidades literarias, se puede contemplar como una especie de profecía de lo que serían los regímenes totalitarios y sus consecuencias.

## Personajes
D-503: Narrador y protagonista del libro. Constructor, ingeniero y matemático del cohete El Integral, el cual tiene como objetivo explorar y civilizar otros planetas, conforme a la idiosincrasia del "Estado Único". Tiene una lucha interior durante toda la novela, presentando algunas similitudes con Winston Smith.
I-330: Está enamorada de D-503, quien le corresponde. Rebelde, quiere derrocar al Gran Bienhechor, llevando a D-503 fuera del muro verde, donde orquesta una rebelión. Similar a Julia.
O-90: Es la primera pareja de D-503. Ella es como cualquiera de los otros números, obediente que se atiene al régimen.
S-4711: Guardián de D-503, encargado de vigilarlo. Es similar a O'Brien.
R-13: Poeta y amigo de D-503. Uno de los pocos con los que comparte su tiempo.
Gran Bienhechor: Es el líder supremo del Estado. Similar al Gran Hermano y a Mustafa Mond.

## Efectos posteriores
Desde su publicación original en inglés y después de muchos años, en ruso, Nosotros causó controversias, provocando una violenta campaña en su contra. Se prohibieron los libros y obras de teatro del autor. En 1931, tras esta circunstancia, le enviará una carta a Stalin solicitando el permiso de emigrar de la URSS. Gracias a su amistad con el entonces patriarca de las letras soviéticas, Máximo Gorki, se le concedió dicha solicitud hasta el año 1932.

Respecto a las razones de la petición de su exilio, Zamiatin escribió lo siguiente en la carta a Stalin:
Sé que aquí, debido a mi costumbre de escribir según mi conciencia y no por mandato alguno, se me considera un escritor de derechas; mientras que allí, por esa misma causa, tarde o temprano me tildarán probablemente de bolchevique. Pero incluso bajo esas condiciones, allí no me condenarán a guardar silencio, tendré la posibilidad de escribir y de publicar, aunque no sea en ruso.
Zamiatin se estableció en París. Allí escribió una serie de artículos y ensayos sobre grandes hombres de la cultura rusa. Escribiría El Azote de Dios, basada en Atila, que sólo se editó póstumo, en 1938.

## Influencia
Nosotros es considerada una de las obras más influyentes del género de las novelas distópicas. Entre las obras más citadas  más directamente influidas por ella, se encuentra Un mundo feliz (1932), de Aldous Huxley, y 1984 (1949), de George Orwell. El segundo autor planteó que Un mundo feliz debía estar, al menos en parte, inspirada por Nosotros. Sin embargo, Huxley afirmó que su novela era una reacción a las utopías de H. G. Wells y que lo había escrito mucho antes de conocer la obra de Zamiatin.
Orwell comenzó a escribir 1984 unos meses después de haber leído Nosotros y mencionó que lo iba a utilizar como modelo para su próxima novela.

## Adaptaciones
En 1982 se hizo una adaptación cinematográfica alemana, titulada como Wir, dirigida por Vojtech Jasný, con Dieter Laser (quien actuó en la saga de El ciempiés humano, Kaspar Hauser, entre otras) como D-503
En 2016, se hizo una adaptación cinematográfica en francés, titulada The Glass Fortress, dirigida por Alan B.
El multinstrumentista, compositor, arreglista y cantante francés progresivo Rémi Orts hizo un álbum en colaboración con Alan B. basado en el libro, el cual fue lanzado a principios de 2015.

## Traducciones
- Zamyatin, Yevgeny (1924). We. Gregory Zilboorg (trad.). Nueva York: Dutton.[13]
- Zamjatin, Jevgenij Ivanovič (1927). My. Václav Koenig (trad.). Prague (Praha): Štorch-Marien.
- Zamâtin, Evgenij Ivanovic (1929). Nous autres. B. Cauvet-Duhamel (trad.). París: Gallimard.
- Zamyatin, Yevgeny (1952). We. Gregory Zilboorg (trad.). New York: Dutton.
- Zamiatin, Yevgueni (1970). Nosotros. Juan Benusiglio Berndt (trad.). Barcelona: Plaza & Janés.
- Zamiatin, Yevgueni (1975). Nosotros. Mario Albanese (trad.). Buenos Aires: Grupo Editor de Buenos Aires.
- Zamjatin (1984). Noi. Ettore lo Gato (trad.). Milano: Feltrinelli.
- Zamiatin, Yevgueni (1991). Nosotros. Margarita Estapé (trad.). Barcelona: Tusquets.
- Zamiatin, Yevgueni (1993). Nosotros. Juan López-Morillas, (trad.). Madrid: Alianza.
- Zamyatin (2006). We. Natasha Randall (trad.). Londres: Random House.
- Zamiatin, Evgueni (2008). Nosotros. Sergio Hernández-Ranera (trad.). Madrid: Akal.
- Zamiatin, Evgueni (2010). Nosotros. Irina Bogdachevski (trad.). Buenos Aires: Mil Uno.
- Zamiatin, Yevgueni (2010). Nosotros. Julio Travieso (trad. y pról.). México: Lectorum.
- Zamiatin (2010). Nous Autres. B. Cauvet-Duhamel (trad.).
- Zamiatin, Evgueni Ivánovich (2011). Nosotros. Alfredo Hermosillo y Valeria Artemyeva (trads.). Fernando Ángel Moreno (pról.). Madrid: Cátedra.
- Zamiatin, Evgueni (2016). Nosotros. Alejandro Ariel González (trad.). Madrid: Hermida Editores S.L. ISBN 9788494561924.

- Zamiatin, Yevgueni (2023). Nosotros. Traducido por Marta Rebón directamente del ruso. Salamandra.[14][15]